# Будинок у заметах
«Будинок в заметах» — радянський німий чорно-білий художній фільм 1928 року режисера Фрідріха Ермлера, за оповіданням Євгена Замятіна «Печера».

## Сюжет
Зима 1919 року, Петроград. На боротьбу з Юденичем йдуть робітничі дружини, в обложеному місті немає палива, немає продовольства, холодні будинки засипані снігом. В одному з таких будинків і відбувається дія фільму: нагорі живе спекулянт, на середньому поверсі — музикант з хворою дружиною, а в підвалі — діти робітника, що пішов на фронт червоноармійцем. Музикант, більше ніж від холоду і голоду, від неможливості допомогти дружині, страждає від почуття своєї непотрібності й занедбаності — йому здається, що й музика вже нікому не потрібна. Доведений до відчаю він, щоб зігріти і нагодувати хвору дружину, краде у спекулянта дрова, а в дітей папугу. Незабаром слідує викриття — залишки дров і пір'я папуги, звареного як «курка», видають «злочинця». Музикант насилу переживає ганьбу і близький до думки про самогубство. Але саме тоді його запрошують як піаніста для участі на клубному вечорі червоноармійців, що прийшли на відпочинок з фронту. Музикант дає згоду. Граючи червоноармійцям, він раптом бачить, що вони із захопленням і вдячністю слухають музику — музикант розуміє, що він потрібен, і в нього з'являється світла надія стати активним учасником нового життя.

## У ролях
- Федір Нікітін —  музикант
- Тетяна Окова —  його дружина
- Валерій Соловцов —  спекулянт
- А. Бастунова —  його дружина
- Яків Гудкін —  Яша
- Галина Шапошникова —  його сестра
- Валерій Плотников —  спекулянт
- Олексій Масєєв —  робітник
- Виктор Портнов — епізод

## Знімальна група
- Режисер — Фрідріх Ермлер
- Сценарист — Борис Леонідов
- Оператори — Гліб Буштуєв, Євген Михайлов
- Художник — Євген Єней